# Kurd Lasswitz
Kurd Lasswitz (Breslau, 20 de Abril de 1848 – Gotha, 17 de outubro de 1910) foi um escritor, físico e filósofo alemão.
É considerado o "pai da ficção científica Alemã". Eventualmente usava o pseudônimo de Velatus.

## Biografia
Kurd nasceu em Breslau, região da Baixa Silésia, hoje pertencente à Polônia, em 1848. Estudou matemática e física na Universidade de Breslávia e na Universidade Livre de Berlim, onde recebeu seu doutorado em 1873. Entre 1876 e 1908, foi professor no Gymnasium Ernestinum, em Gotha.

## Carreira
Seu primeiro trabalho em literatura foi uma história de ficção científica chamada Bis zum Nullpunkt des Seins ("Ao ponto zero da existência", 1871), que mostra a vida no ano de 2371. O sucesso em 1897 veio com Auf zwei Planeten ("Dois Planetas"), que descreve o encontro dos humanos com uma civilização marciana mais antiga e avançada que a nossa.
No livro a civilização marciana está ficando sem água, come alimentos sintéticos, viaja por estradas asfaltadas e usa estações espaciais em órbita. Suas naves se utilizam de antigravidade, mas traçam trajetórias orbitais realistas e usam correções ocasionais no meio do percurso entre Marte e a Terra, mostrando o trânsito correto entre as órbitas de dois planetas, algo pouco compreendido por outros escritores de ficção científica da época. Bastante conhecido na Alemanha, o livro teria sido inspiração para Walter Hohmann e Wernher von Braun.
O livro só foi traduzido para o inglês em 1971 como Two Planets, mas a tradução ficou incompleta, pois Kurd publicou originalmente em dois volumes. Auf zwei Planeten foi seu livro de maior sucesso.
Seu útlimo livro foi Sternentau: die Pflanze vom Neptunsmond ("Orvalho da estrela: a planta da lua de Netuno", 1909). Kurd também escreveu a biografia de Gustav Fechner, em 1896. Kurd produziu ao todo cerca de 420 trabalhos, incluindo não ficção. Alguns estudiosos dizem que Kurd foi o primeiro escritor cientista-utópico da Alemanha, sinonimizado por muitos com Jules Verne.

## Morte
Kurd morreu em Gotha, em 17 de outubro de 1910, aos 62 anos de idade. Ele foi sepultado no Cemitério Municipal de Gotha, onde hoje há uma estela em seu nome.

## Homenagem
Uma cratera de impacto causada por um asteroide em Marte foi nomeada em sua homenagem. O asteroide 46514 Lasswitz, descoberto em 15 de maio de 1977, também leva seu sobrenome.
Na Alemanha existe o Prêmio Kurd Laßwitz, para escritores de ficção científica alemães e estrangeiros, criado em 1981.